# Cebrio infuscatus
Cebrio infuscatus là một loài bọ cánh cứng trong họ Cebrionidae. Loài này được Chevrolat miêu tả khoa học năm 1874.